# 东海镇 (莆田市)
东海镇是中国福建省莆田市城厢区下辖的一个镇。

## 行政区划
东海镇下辖以下地区：
东沙村、大埔村、东海村、海头村、上亭村、利角村、上图村、坪洋村、蔡厝村、东朱村、西厝村、西黄村和蔡亭村。